# Ренаж
Ренаж (фр. Renage) — коммуна во Франции, находится в регионе Рона — Альпы. Департамент коммуны — Изер. Входит в состав кантона Тюллен. Округ коммуны — Гренобль.
Код INSEE коммуны — 38332. Население коммуны на 2012 год составляло 3647 человек. Населённый пункт находится на высоте от 229 до 464 метров над уровнем моря. Муниципалитет расположен на расстоянии около 460 км юго-восточнее Парижа, 70 км юго-восточнее Лиона, 25 км северо-западнее Гренобля. Мэр коммуны — Amélie Girerd, мандат действует на протяжении 2014—2020 гг.
Динамика населения (INSEE):